# Compagnons de la Marjolaine
Les Compagnons de la Marjolaine (ou Le ou Les Chevalier(s) du guet) est une chanson populaire française dialoguée.

## Présentation
- Chanson traditionnelle de France.
- Auteur : anonyme
- Source : XVIe siècle, musique : traditionnelle
- Régions : Champagne, Île-de-France, Lorraine, Normandie, Picardie, Poitou…
- Mode : Polyphonie
- Licence : Domaine public
- Catégorie :  Chanson française.

## Thème
Le guet veille ! est certainement l'un des plus connus des Cris de Paris
Il est onze heures, bonnes gens. Dormez, le guet veille !
Il est minuit, bonnes gens. Dormez, le guet veille !  (à décliner selon les heures de la nuit).
Le guet qui faisait la ronde de nuit dans les rues de Paris et des autres capitales européennes (mais aussi des grandes villes de province) était une milice bourgeoise, censée veiller de nuit à la sûreté des places, rues, ruelles et venelles, fort peu sûres au Moyen Âge comme à des époques plus récentes. 
Dans chaque quartier, regroupés en confrérie, riches bourgeois comme petits bourgeois, brillamment équipés (voir à ce sujet La Ronde de nuit de Rembrandt) se donnaient, finalement à peu de compte, un rôle et des émotions qui les changeaient de leur routine journalière de boutiquier, de changeur ou de notaire. Comme on les entendait venir de loin, les aigrefins, vide-goussets et autres tire-laines avaient tout le temps de regagner Vauvert ou la Cour des miracles. Cependant il leur arrivait, tout de même, d’appréhender quelques ivrognes ou malfrats sourds-muets qu’ils s’empressaient de remettre au prévôt du roi flanqué de ses gens d’armes.

## La chanson
La chanson s'interprète à deux chœurs — qui chantent un couplet chacun en se répondant — ou simplement à deux voix.
On trouve des variantes dans les paroles selon les versions, avec notamment des couplets rajoutés à certains endroits,.
- Chœur :

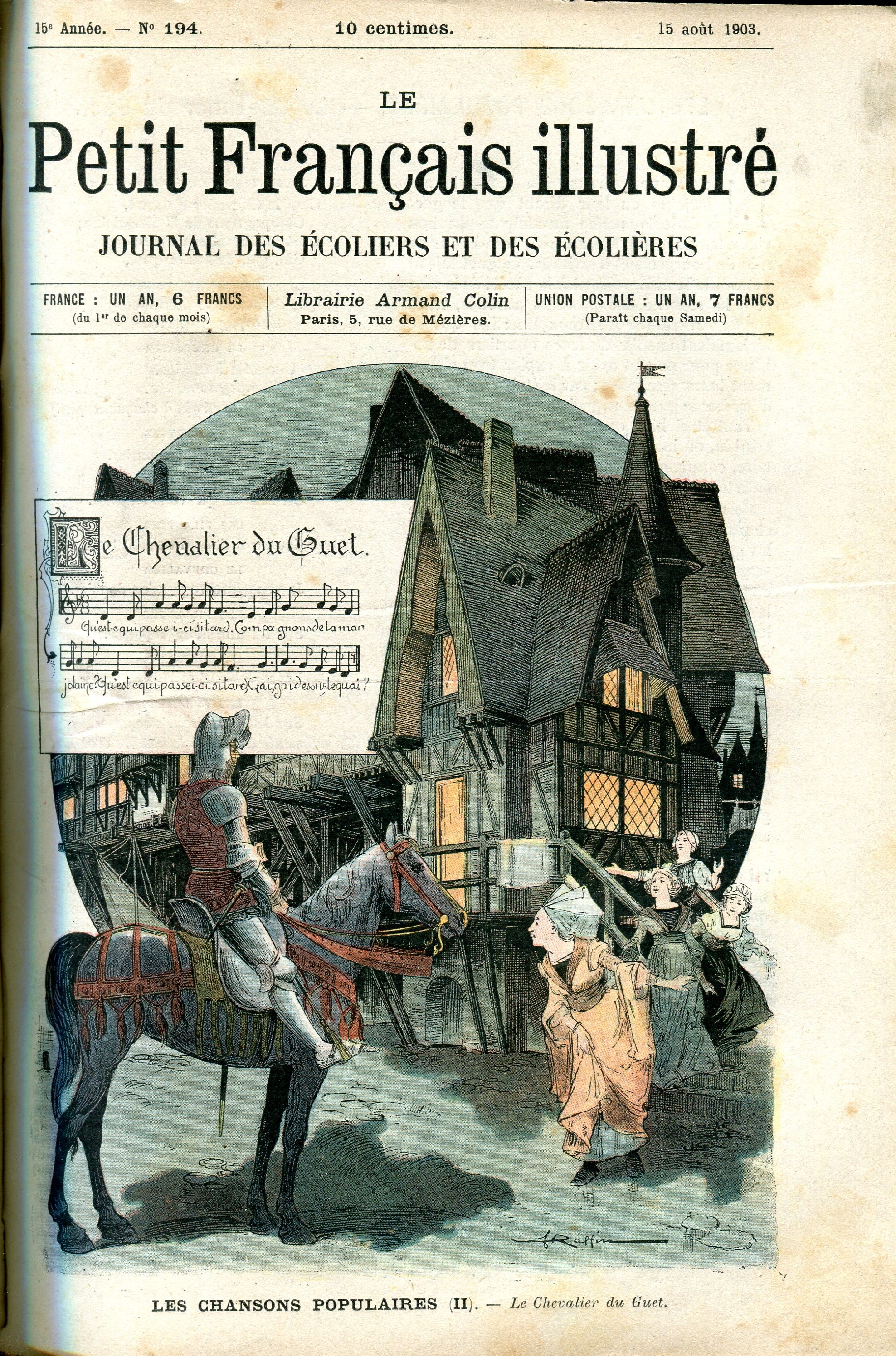
Le Chevalier du Guet, illustration dans Le Petit Français illustré, 15 août 1903

Qu’est-c' qui passe ici, si tard ?
Compagnons de la Marjolaine.
Qu’est-c' qui passe ici, si tard ?
Gai, gai, dessus le quai.
- Chevalier du guet :

C’est le chevalier du guet,
Compagnons de la Marjolaine.
C’est le chevalier du guet,
Gai, gai, dessus le quai.
- Chœur :

Que demand' le chevalier ?
Compagnons de la Marjolaine.
Que demand' le chevalier ?
Gai, gai, dessus le quai.
- Chevalier du guet :

Une fille à marier,
Compagnons de la Marjolaine.
Une fille à marier,
Gai, gai, dessus le quai.
- Chœur :

Y a pas d'fille à marier,
Compagnons de la Marjolaine.
Y a pas d'fille à marier,
Gai, gai, dessus le quai.
- Chevalier du guet :

On m'a dit qu'vous en aviez,
Compagnons de la Marjolaine.
On m'a dit qu'vous en aviez,
Gai, gai, dessus le quai.
- Chœur :

Ceux qui l'ont dit s'sont trompés,
Compagnons de la Marjolaine.
Ceux qui l'ont dit s'sont trompés,
Gai, gai, dessus le quai.
- Chevalier du guet :

Je veux que vous m'en donniez,
Compagnons de la Marjolaine.
Je veux que vous m'en donniez,
Gai, gai, dessus le quai.
- Chœur :

Sur les onze heur's, repassez,
Compagnons de la Marjolaine.
Sur les onze heur's repassez,
Gai, gai, dessus le quai.
- Chevalier du guet :

Les onze heur's ont bien sonné,
Compagnons de la Marjolaine.
Les onze heur's ont bien sonné,
Gai, gai, dessus le quai.
- Chœur :

Qu'est-c' que vous lui donneriez ?
Compagnons de la Marjolaine,
Qu'est-c' que vous lui donneriez  ?
Gai, gai, dessus le quai.
- Chevalier du guet :

De l'or, des bijoux assez,
Compagnons de la Marjolaine.
De l'or, des bijoux assez,
Gai, gai, dessus le quai.
- Chœur :

Ell' n'est pas intéressée,
Compagnons de la Marjolaine.
Ell' n'est pas intéressée,
Gai, gai, dessus le quai.
- Chevalier du guet :

Tout mon cœur lui donnerai,
Compagnons de la Marjolaine,
Oui mon cœur lui donnerai,
Gai, gai, dessus le quai.
- Chœur :

Dans ce cas, la choisissez,
Compagnons de la Marjolaine.
Dans ce cas, la choisissez,
Gai, gai, dessus le quai.